# Hôtel de Bohan
L'hôtel de Bohan est un hôtel particulier de Bourg-en-Bresse dans l'Ain.

## Description
L'hôtel de Bohan est situé à proximité de l'hôtel de ville, et accueille aujourd'hui le bureau du maire ainsi que son cabinet. La façade est de style Régence avec les ferronneries style Louis XV. On observe sur la façade  une alternance de frontons triangulaires et arrondis. 

## Historique
L'édifice fut construit vers 1730 et appartenait au même siècle à une famille d'officiers de cavalerie. 
En 1794, pendant la révolution française, l'hôtel fut réquisitionné pour loger le missionnaire de la République, Antoine-Louis Albitte.
Il a longtemps abrité les bureaux et l'imprimerie du Journal de l'Ain (1800-1944) édité par la famille de Villefranche, puis lorsque celui-ci a été confisqué pour fait de collaboration, par son successeur La République Nouvelle (1944-1962 - le directeur de la publication en était René Greusard), son imprimerie l'Imprimerie Bressane et la société d'édition sœur Les Éditions bressanes. Le Libérateur, qui fut l'organe de la Nouvelle gauche, y était également conçu et imprimé.
L'élévation, la clôture et la toiture font l’objet d’une inscription au titre des monuments historiques depuis le 16 septembre 1943.